# Fritz Flemming
Fritz Flemming   (Brunsvic, 9 de març de 1873 - 1947) va ser un oboista alemany.
Fritz Flemming va estudiar oboè a París amb Georges Gillet. El 1897 va ser nomenat oboista solista de la Royal Opera Orchestra de Berlín. Richard Strauss va treballar estretament amb Flemming en el seu paper de director de la cort reial prusiana. Strauss era un fan de l'oboè francès i sovint s'emportava l'oboè quan dirigia altres orquestres. Per exemple, Flemming era de vegades membre de l'Orquestra del Festival de Bayreuth. Flemming es va casar amb la neboda de Richard Strauss, cosa que va segellar l'estreta relació.
El 1907 l'Acadèmia de Música de Berlín el va nomenar professor. Entr els seus estudiants hi va haver Willi Gerlach i Josef Tal.
El mèrit particular de Flemming és la introducció de l'oboè francès a Alemanya. A causa de la seva influència, molts oboistes alemanys van seguir el seu exemple als anys vint.